# عارف غلام‌پور
عارف غلام‌پور (زادهٔ ۲ خرداد ۱۳۷۸ در ایذه خوزستان) هافبک حرفه‌ای فوتبال است که هم‌اکنون برای باشگاه فوتبال کویر مقوا از تیم‌های حاضر در لیگ خلیج فارس بازی می‌کند